# Фрідріх-Вільгельм фон Ліндайнер-Вільдау
Фрідріх-Вільгельм Франц Макс Ердман Ґустав фон Ліндайнер, знаний фон Вільдау (нім. Friedrich-Wilhelm Franz Max Erdmann Gustav von Lindeiner genannt von Wildau; 12 грудня 1880, Ґлац — 22 травня 1963, Франкфурт-на-Майні) — німецький штабний офіцер, оберст люфтваффе.

## Біографія
15 березня 1898 року, після завершення навчання в кадетському корпусі, поступив на службу в Прусську армію. 1 травня 1902 року залишив службу в Прусській армії і приєднався до сил оборони в Німецькій Східній Африці, служив ад'ютантом губернатора Густава Адольфа фон Гетцена. Учасник придушення повстання Маджі-Маджі. 31 липня 1908 року залишив службу в силах оборони, наступного дня повернувся в Прусську армію. Учасник Першої світової війни, майор. З 18 січня 1919 року служив у добровольчих прикордонних частинах на східному кордоні. 20 вересня 1919 року вийшов у відставку з правом носіння військової форми. Працював у поштовій службі, одружився з голландською баронесою.
Ліндайнер активно займався бізнесом, багато подорожував Європою та Америкою. Оскільки він мешкав у Нідреландах, Ліндайнер не міг спостерігати ріст популярності нацистів у Німеччині. В 1932 році повернувся в Німеччину. Разом із дружиною відмовився вступити в НСДАП, хоча це негативно впливало на ділові та соціальні зв'язки. Незважаючи на антинацистські погляди, Ліндайнер вважав своїм обов'язком служити в люфтваффе, куди поступив на службу в 1937 році як один з найближчих співробітників Германа Герінга. Неодноразово подавав прохання про відставку за станом здоров'я.
Весною 1942 року призначений комендантом 3-го табору для військовополонених льотчиків в Загані. Таким чином, Лінлайнер отримав можливість служити своїй країні без безпосередньої служби режиму, який він зневажав. Заступник коменданта майор Ґустав Зімоляйт характеризував Ліндайнера як «чесну, неупереджену, ліберальну людину», його поважали і службовці табору, і полонені.
В ніч з 24 на 25 березня 1944 року 76 в'язнів організували втечу через пробурений тунель. Ліндайнер був відсторонений від служби і йому загрожував військовий трибунал, однак від зумів уникнути в'язниці, зобразивши психічну хворобу. Був призначений заступником командира піхотного підрозділу, який захищав Заган. В лютому 1945 року був поранений у боях з радянськими військами. Згодом здався британським військам.
2 роки Ліндайнер утримувався у таборі для військовополонених, відомому як «Лондонська клітка», давав свідчення співробітникам британських спуцслужб щодо вбивства співробітниками гестапо 50 втікачів з його табору. Колишні полонені льотчики засвідчили, що Ліндайнер дотримувався Женевської конвенції і заслужив повагу полонених. В 1947 році повернувся в Німеччину.
Ліндайнер став прообразом фон Люгера, коменданта табору військовополонених у фільмі Велика втеча, знятому на основі подій 24-25 березня 1944 року. Ліндайнер помер 22 травня 1963 року, за 2 місяці до прем'єри фільму.

## Нагороди[3]
- Орден Корони (Пруссія) 4-го класу з мечами — за участь у жорстоких боях під час повстання Маджі-Маджі.
- Залізний хрест 2-го і 1-го класу
- Почесний хрест 3-го класу князівського ордена дому Гогенцоллернів з мечами (5 лютого 1915)
- Лицарський хрест 1-го класу ордена дому Саксен-Ернестіне з мечами (1 травня 1918)
- Почесний хрест ветерана війни з мечами
- Медаль «За вислугу років у Вермахті» 4-го, 3-го і 2-го класу (18 років)
- Хрест Воєнних заслуг 2-го і 1-го класу з мечами